# Мирјана Кусмук
Мирјана Кусмук (Сарајево, 25. јул 1965) је новинарка из Републике Српске.

## Биографија
Основну и средњу школу завршила је у родном граду, гдје је и студирала на Правном факултету и Факултету политичких наука. Јуна 1992. почела је да ради на Палама као новинарка у агенцији СРНА, гдје је убрзо унапријеђена у шефа деска. Као ратна репортерка, извјештавала је са линија фронта од Требиња до Грмеча. Истовремено је радила као дописница дневног листа за Србе у дијаспори „Вести“ (Франкфурт) и седмичног листа „Јавност“ (Београд), те као сарадница Радио Београда. Била је замјеница главног уредника „Независних новина“ (2001–2008) и главна и одговорна уредница „Гласа Српске“ (2008–2013). У истом периоду била је дописница из Босне и Херцеговине за београдску новинску агенцију „Фонет“. Писала је колумне за „Глас Српске“ (2013–2016), а потом је била шеф Одсјека за односе са јавношћу Народне скупштине Републике Српске. Објавила је књигу Рат и мир у Босни (Бања Лука 2016). Добитник је признања Златна значка (2019), коју додјељује Културно-просветна заједница Србије и Министарство спољних послова Србије - Управа за сарадњу са дијаспором и Србима у региону.